# Kasem
Kasem (Kasɩm; auch Kassem, Kasim) ist eine  westafrikanische Sprache.
Sie ist eine der zu den Gur-Sprachen zählenden Gurunsi-Sprachen, einer Unterfamilie des Volta-Kongo-Zweiges der Niger-Kongo-Sprachen. Ihre Sprecher werden Kassena (auch Kasena) genannt.
In Ghana leben etwa 130.000 Sprecher des Kasem. In Ghana hat Kasem  den Rang einer Offiziellen Literatursprache und wird im zentralen Norden der Northern Region im Kassena-Nankana District verwendet.
In Burkina Faso sprechen ungefähr 120.000 Menschen Kasem, vorwiegend in der Provinz Nahouri in den Städten Pô und Tiébélé.

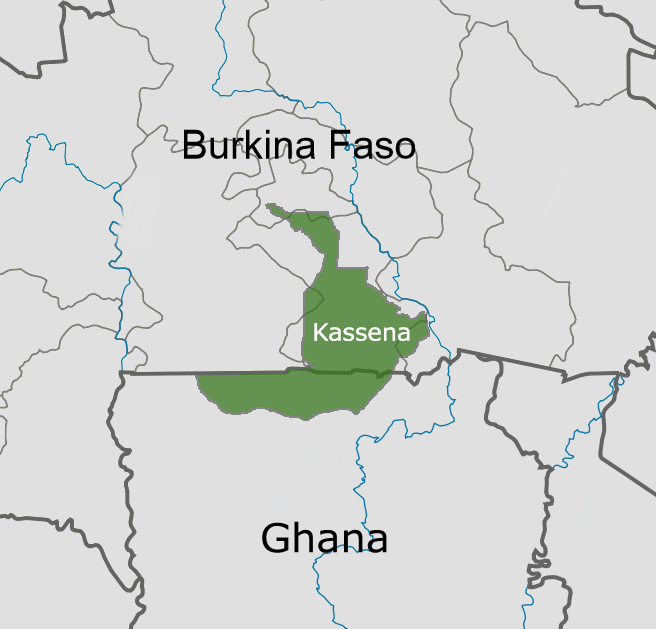
Eine Karte der Region, in der die Kassena leben

Dialekte des Kasem sind Ost-Kasem, West-Kasem.

## Grammatik
Das Kasem besitzt acht Nominalklassen, die sich zu vier Genera zusammensetzen. In der folgenden Tabelle ist jeweils das Klassenzeichen angegeben, das zugleich auch als Pronomen gebraucht wird.
|               | Singular | Plural |
| Klassen 1 / 2 | wʊ       | ba     |
| Klassen 3 / 4 | dı       | ya     |
| Klassen 5 / 6 | ka       | sı     |
| Klassen 7 / 8 | kʊ       | tı     |